# Ave Caesar, morituri te salutant
Ave Caesar, morituri te salutant („Heil dir Cäsar, die Todgeweihten grüßen dich.“) ist eine lateinische Phrase. Sie gilt fälschlich als Gruß von Gladiatoren im Römischen Reich beim Betreten der Arena. Tatsächlich ist sie in der antiken Literatur nur ein einziges Mal bezeugt und steht dabei nicht im Kontext eines Gladiatorenkampfes.
Morituri ist Partizip Futur Aktiv, es bedeutet also eigentlich „diejenigen, die sterben werden“.

## Geschichte
Der Satz ist in den antiken Quellen ausschließlich bei Sueton, Claudius 21, sowie Cassius Dio, Römische Geschichte 60, überliefert. Im Jahre 52 n. Chr. ließ Kaiser Claudius einen Kanal bauen, um den Fuciner See zwecks Landgewinnung trockenzulegen. Die Öffnung des Kanals sollte mit einer Naumachie auf dem See begangen werden, bei der 19.000 zum Tode verurteilte Sträflinge, die keine Gladiatoren waren, kämpfen mussten. Zur Begrüßung riefen sie: Ave imperator, morituri te salutant! Claudius erwiderte: Aut non („Oder auch nicht“), um zum Ausdruck zu bringen, dass vielleicht einige den Kampf überleben würden. Die Sträflinge glaubten sich durch diese Worte aber begnadigt und waren nur mit Mühe dazu zu bewegen, den Schaukampf zu beginnen. Wahrscheinlich versuchten die Verurteilten mit diesen Worten, das Mitleid des Kaisers zu wecken. In der Forschung wird angenommen, dass dies die einzige Gelegenheit war, bei der diese Phrase verwendet wurde.

## Legende

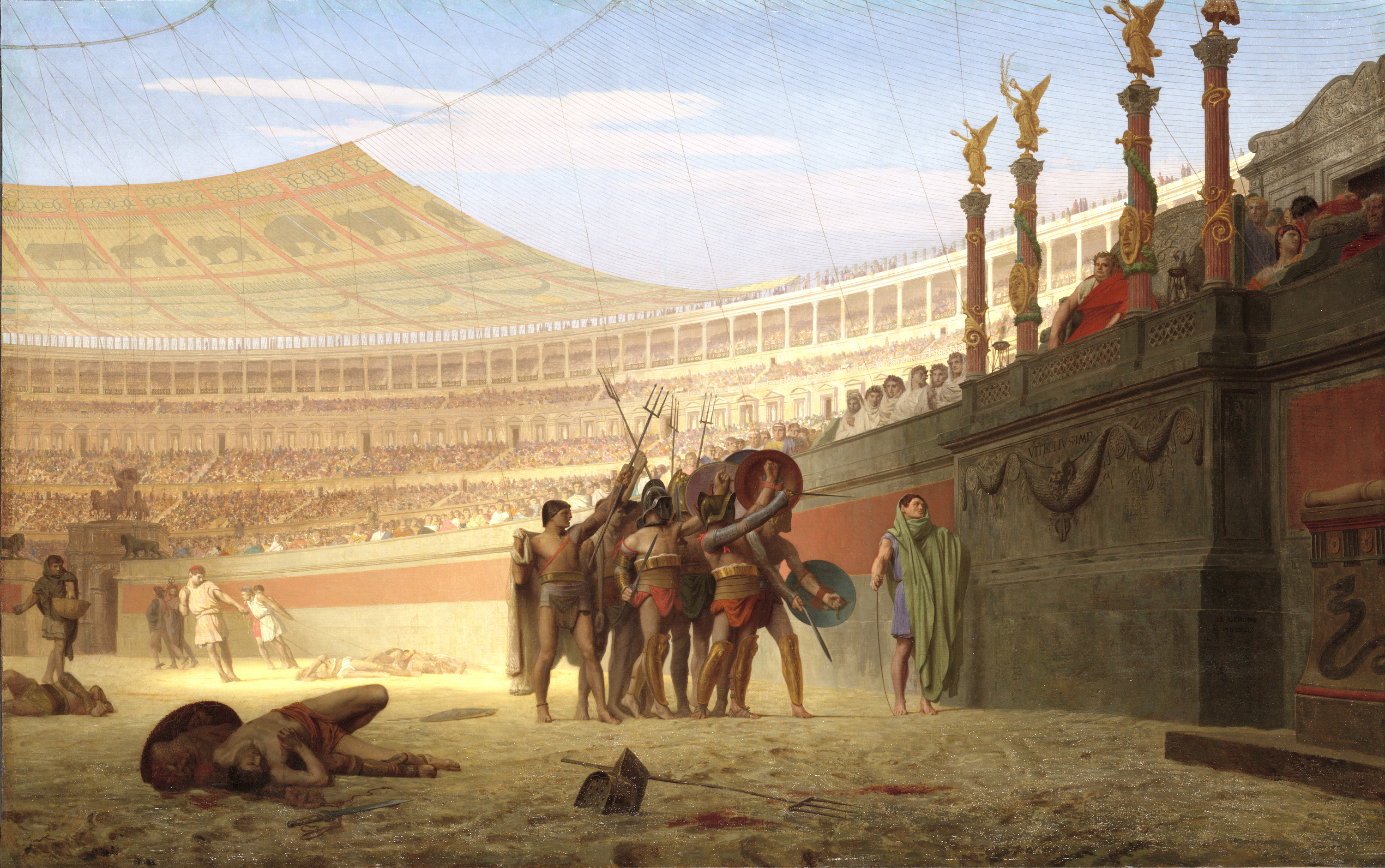
Ave Caesar Morituri te Salutant. Historiengemälde von Jean-Léon Gérôme aus dem Jahr 1859.

Für die Legende, dass Gladiatoren beim Betreten der Arena auf diese Weise grüßten, gibt es zwar keinen Beleg, es finden sich aber zahlreiche Darstellungen, die sie kolportieren. 1859 malte der französische Historienmaler Jean-Léon Gérôme ein Bild mit diesem Titel, auf dem Gladiatoren im Kolosseum den römischen Kaiser Vitellius begrüßen. Der deutsche Publizist Jacob Venedey machte das Gemälde zum Leitmotiv seiner gleichnamigen Schrift gegen den Deutschen Krieg von 1866. 1875 verfasste der amerikanische Dichter Henry Wadsworth Longfellow sein Gedicht Morituri salutamus anlässlich eines Klassentreffens nach fünfzig Jahren. In Asterix als Gladiator von 1964 rufen die Gladiatoren diesen Satz Julius Caesar zu – im Gegensatz zu Asterix und Obelix, die ihn nur respektlos mit: „Salut, vieux Jules“ (deutsch: „Hallo, alter Julius!“) begrüßen. In den Historienfilmen Die letzten Tage von Pompeji aus dem Jahr 1935 und Gladiator aus dem Jahr 2000 wird der Gruß ebenfalls zitiert. Die Jazzrockband Colosseum benannte 1969 ihr Debütalbum Those Who Are About to Die Salute You – Morituri Te Salutant. Eine weitere Abwandlung stammt von der Gruppe AC/DC und ihrem Studioalbum For Those About to Rock (We Salute You) von 1981.